# سيلسيل بانك
سيلسيل بانك (بالإنجليزية: Sincil Bank)‏ هو ملعب كرة قدم في لينكولن بإنجلترا. اُفتُتح عام 1895 ، يتسع الملعب إلى
10,120 متفرج.